# Karlstad
Karlstad là một thành phố Thụy Điển. Thành phố là thủ phủ đô thị Karlstad và của hạt Värmland, và là thành phố lớn nhất tỉnh Värmland ở Thụy Điển. Thành phố có diện tích km2, dân số là 58.500 người theo điều tra năm 2005 của Cục thống kê Thụy Điển trong tổng số dân số khu tự quản 84.885 người.. Đây là thành phố lớn thứ 18 của Thụy Điển. Karlstad có đại học Karlstad và một đại giáo đường.
Karlstad được xây dựng trên vùng đồng bằng sông, nơi con sông dài nhất của Thụy Điển, Klarälven, chạy vào hồ lớn nhất của Thụy Điển, hồ Vänern. Nó có các cổng hồ lớn thứ hai tại đây sau Vasteras.